# Żurawka (Warszawa)

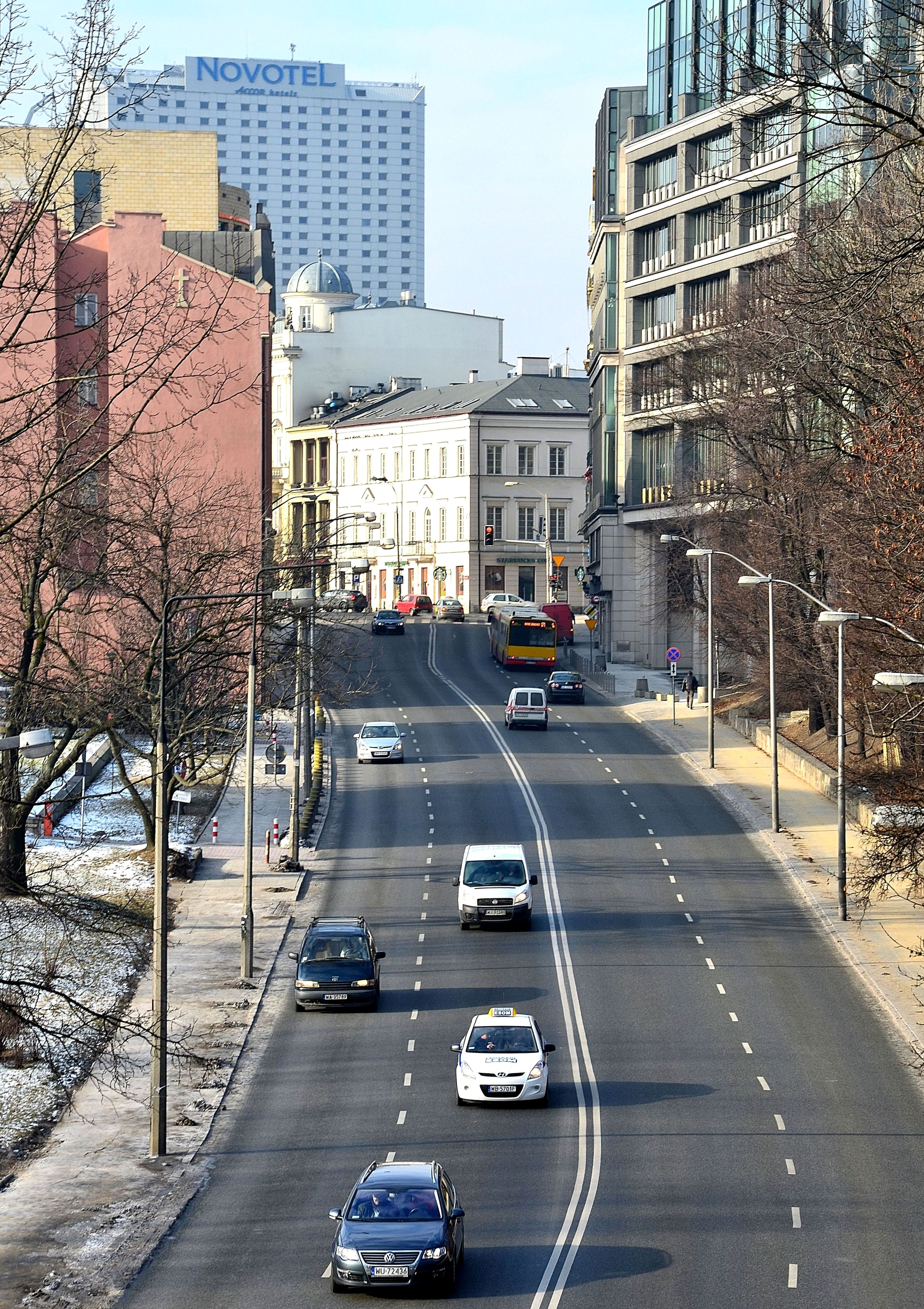
Ulica Książęca. Tędy do XVIII wieku do Wisły płynęła Żurawka

Żurawka, także Żórawka – rzeka w śródmieściu Warszawy, skanalizowana w XVIII wieku.

## Opis
Żurawka wypływała z bagien znajdujących się w okolicach dzisiejszego placu Starynkiewicza i płynęła na wschód wzdłuż obecnych ulic: Żurawiej, północnej pierzei placu Trzech Krzyży, ul. Książęcej, ul. Czerniakowskiej, ul. Okrąg, i dalej do Wisły. Zasobna w wodę, była najważniejszym z cieków w południowej części Warszawy.
Przed rokiem 1773 do początków XIX wieku na rzece istniał murowany most o długości 25 metrów i szerokości 14 metrów, wzniesiony przez Komisję Brukową.
Nazwa rzeki, podobnie jak inne takie nazwy na terenie Polski, pochodzi od żurawiny błotnej (Vaccinium oxycoccus).
Od Żurawki pochodzi nazwa ulicy Żurawiej, nadana oficjalnie w 1770.
Jej współczesne skanalizowane ujście do Wisły znajduje się na wschód od ul. Solec, w pobliżu wylotu ul. Wilanowskiej.